# Kepler-186b
Kepler-186b es un exoplaneta perteneciente a la constelación de Cygnus, a una distancia de 492,5 años luz de la Tierra. Su hallazgo se confirmó en 2014, después de que el telescopio espacial Kepler detectase varios tránsitos del objeto frente a su estrella. Su radio es un 14 % mayor que el de la Tierra, muy por debajo del límite teórico establecido por los expertos que separa a los cuerpos terrestres de los de tipo gaseoso. Por tanto, la probabilidad de que se trate de un planeta telúrico es muy elevada.
El sistema Kepler-186 cuenta con otros cuatro planetas confirmados, Kepler-186c, Kepler-186d, Kepler-186e y Kepler-186f. Excepto el último, todos orbitan a su estrella a distancias muy cortas y, como consecuencia, es probable que sean muy cálidos. Kepler-186f es el primer exoplaneta de masa terrestre descubierto que pertenece a la zona habitable de su sistema.

## Características
Kepler-186 es una estrella tipo K-tardío, prácticamente una enana roja, con una masa de 0,48 M☉ y un radio de 0,47 R☉. Su metalicidad (-0,28) es muy similar a la del Sol aunque algo menor, lo que parece indicar una ligera escasez de elementos pesados (es decir, todos excepto el hidrógeno y el helio). El límite de acoplamiento de marea del sistema se encuentra entre el centro de la zona de habitabilidad y su confín externo, a 0,3752 UA de la estrella. Kepler-186b, con un semieje mayor de 0,04 UA, está demasiado cerca como para superar el límite de anclaje. Por tanto, es muy probable que tenga un hemisferio diurno y otro nocturno.
El radio observado del planeta es de 1,14 R⊕, muy por debajo del límite de 1,6 R⊕ que marca la separación entre los planetas telúricos y los de tipo minineptuno. Si, como se sospecha, la composición del objeto es semejante a la de la Tierra, su masa sería de 1,35 M⊕ y su gravedad apenas un 4 % superior a la terrestre. Con estas características, la probabilidad de que sea un planeta telúrico como la Tierra o Venus es extremadamente alta.
La temperatura de equilibrio de Kepler-186b, considerando su ubicación en el sistema y la luminosidad de su estrella, es de 300 °C. Asumiendo una atmósfera y albedo similares a los de la Tierra, su temperatura media superficial sería de 335 °C, aunque es probable que la proximidad respecto a su estrella, la consecuente pérdida de agua, el acoplamiento de marea y la mayor actividad volcánica —derivada de su masa y ubicación en el sistema—; provoquen un efecto invernadero descontrolado que incrementen sustancialmente sus temperaturas. En Venus, que orbita a una distancia proporcionalmente muy superior a la de Kepler-186b, la diferencia entre la temperatura de equilibrio y la temperatura media superficial es de casi 500 °C.

## Sistema
Kepler-186b es el primer exoplaneta encontrado en el sistema Kepler-186. Posteriormente se descubrieron otros cuatro objetos, Kepler-186c, Kepler-186d, Kepler-186e y Kepler-186f. Excepto Kepler-186f, el resto orbita a distancias muy próximas entre sí y respecto a su astro. Kepler-186b completa una órbita en torno a su estrella cada 3,89 días, Kepler-186c cada 7,27, Kepler-186d cada 13,34 y Kepler-186e cada 22,41. Así pues, durante la distancia mínima de intersección orbital, la separación entre cada uno de ellos y sus vecinos más próximos, oscila entre los cuatro y los cinco millones de kilómetros, aproximadamente diez veces más cerca que la distancia mínima entre Venus y la Tierra, y apenas doce veces más que la distancia entre la Luna y la Tierra.